# Lista över byggnadsminnen i Kalmar län
Förteckning över byggnadsminnen i Kalmar län.

## Borgholms kommun
| Namn                                                         | Ursprunglig funktion                         | Byggår             | Arkitekt | Plats       | Läge               | Anläggnings-ID | Bild                                    |
| ------------------------------------------------------------ | -------------------------------------------- | ------------------ | -------- | ----------- | ------------------ | -------------- | --------------------------------------- |
| Borgholms bio (Kamelen 1)                                    | Biograf (5 byggnader)                        | 1919               |          | Borgholm    | 56.87837, 16.65542 |                | Ladda upp en till bild av denna byggnad |
| Borgholms slottsruin (Borgholm 8:16)                         | Riksfäste (1 byggnad)                        | 1100-talets slut   |          | Borgholm    | 56.87126, 16.64411 |                | Ladda upp en till bild av denna byggnad |
| Bruddesta fiskeläge (Bruddesta 1:1)                          | Hamn (9 byggnader)                           | 1800-talets början |          | Föra        | 56.99053, 16.78225 |                | Ladda upp en till bild av denna byggnad |
| Gamla rektorsbostället, Borgholm (Amfion 7 (f.d. Amfion 2A)) | Ämbets- och tjänstemannaboställe (1 byggnad) | 1839               |          | Borgholm    | 56.88005, 16.65548 |                | Ladda upp en till bild av denna byggnad |
| Gerlofssonska villan, Borgholm (Villakvarteret 1)            | Fritidshus,Sommarvilla (1 byggnad)           | 1904               |          | Borgholm    | 56.87715, 16.64535 |                | Ladda upp en till bild av denna byggnad |
| Högby fyr (Hagaby 1:8 o 1:55)                                | Fyrplats (3 byggnader)                       | 1898               |          | Löttorp     | 57.14655, 17.04720 |                | Ladda upp en till bild av denna byggnad |
| Högby stenkvarn (Högby 7:1)                                  | Kvarn (2 byggnader)                          | 1800-talets mitt   |          | Löttorp     | 57.16295, 17.01136 |                | Ladda upp en till bild av denna byggnad |
| Jöns-Lasses gård (Norra Bäck 9:1)                            | Bondgård (4 byggnader)                       | 1841               |          | Runsten     | 56.68068, 16.64985 |                | Ladda upp en bild av denna byggnad      |
| Kapelluddens fyr (Kläppinge 1:6)                             | Fyrplats (6 byggnader)                       | 1872               |          | Kapelludden | 56.81982, 16.84484 |                | Ladda upp en till bild av denna byggnad |
| Kronomagasinet, Borgholm (Engelen 1)                         | Kronomagasin (1 byggnad)                     | 1819               |          | Borgholm    | 56.88027, 16.65227 |                | Ladda upp en till bild av denna byggnad |
| Kvarnstad (Kvarnstad 2:3)                                    | Bondgård (5 byggnader)                       | 1888               |          | Källa       | 57.12413, 17.00106 |                | Ladda upp en bild av denna byggnad      |
| Lilla Nyborg (Blåklinten 9 och 12)                           | Borgargård,Handelsgård (4 byggnader)         | 1865               |          | Borgholm    | 56.87901, 16.66131 |                | Ladda upp en till bild av denna byggnad |
| Per Ekströms villa, Borgholm (Villakvarteret 4)              | Fritidshus,Sommarvilla (1 byggnad)           | 1904               |          | Borgholm    | 56.87754, 16.64658 |                | Ladda upp en till bild av denna byggnad |
| Persnäs fattighus (Lundeby 2:5)                              | Fattighus,Sockenstuga (1 byggnad)            | 1886               |          | Persnäs     | 57.06759, 16.92043 |                | Ladda upp en till bild av denna byggnad |
| Sandviks kvarn (Stenninge 2:8)                               | Kvarn (1 byggnad)                            | 1856               |          | Sandvik     | 57.07236, 16.85870 |                | Ladda upp en till bild av denna byggnad |
| Sjöbergska gården, Borgholm (Våren 6)                        | Borgargård (1 byggnad)                       | 1835               |          | Borgholm    | 56.88000, 16.65809 |                | Ladda upp en till bild av denna byggnad |
| Vasahuset, Borgholms kungsgård (Borgholm 8:63)               | Kungsgård (1 byggnad)                        | 1677               |          | Borgholm    | 56.86764, 16.65854 |                | Ladda upp en till bild av denna byggnad |
| Wollinska villan, Borgholm (Stranden 3 och 4)                | Fritidshus,Sommarvilla (1 byggnad)           | 1899               |          | Borgholm    | 56.87798, 16.64621 |                | Ladda upp en till bild av denna byggnad |
| Ölands forngård (Norge 5 och 6)                              | Borgargård (4 byggnader)                     | 1830-talet         |          | Borgholm    | 56.87795, 16.65924 |                | Ladda upp en till bild av denna byggnad |
| Långe Erik (Mellby 1:4)                                      | Fyrplats (1 byggnad)                         | 1845               |          | Böda        | 57.36702, 17.09699 |                | Ladda upp en till bild av denna byggnad |
| Skurverk (Jordhamn 1:1)                                      | Malm och mineral, Kalk                       | 1905               |          | Persnäs     | koordinater saknas |                | Ladda upp en till bild av denna byggnad |

## Emmaboda kommun
| Namn                                           | Ursprunglig funktion             | Byggår | Arkitekt | Plats       | Läge               | Anläggnings-ID | Bild                               |
| ---------------------------------------------- | -------------------------------- | ------ | -------- | ----------- | ------------------ | -------------- | ---------------------------------- |
| Kyrkeby gård (Kyrkeby 4:1, 4:8, 4:10 och 4:12) | Bondgård,Bränneri (25 byggnader) | 1880?  |          | Vissefjärda | 56.53884, 15.60513 |                | Ladda upp en bild av denna byggnad |

## Hultsfreds kommun
| Namn                                                         | Ursprunglig funktion             | Byggår     | Arkitekt | Plats     | Läge               | Anläggnings-ID | Bild                                    |
| ------------------------------------------------------------ | -------------------------------- | ---------- | -------- | --------- | ------------------ | -------------- | --------------------------------------- |
| Smalspårsjärnvägen Hultsfred-Virserum (Krysset 2 och 3 m fl) | Järnvägsanläggning (2 byggnader) | 1879       |          | Virserum  | 57.32074, 15.57647 |                | Ladda upp en till bild av denna byggnad |
| Fröreda storegård (Fröreda 7:3)                              | Bondgård (7 byggnader)           | 1700-talet |          | Järeda    | 57.40976, 15.57046 |                | Ladda upp en bild av denna byggnad      |
| Hultsfreds järnvägsstation (Hultsfred 2:12)                  | Järnvägsstation (1 byggnad)      | 1902       |          | Hultsfred | 57.48653, 15.84625 |                | Ladda upp en till bild av denna byggnad |

## Högsby kommun
| Namn                                    | Ursprunglig funktion                 | Byggår     | Arkitekt | Plats     | Läge               | Anläggnings-ID | Bild                                    |
| --------------------------------------- | ------------------------------------ | ---------- | -------- | --------- | ------------------ | -------------- | --------------------------------------- |
| Bötterums gästgivargård (Bötterum 8:1)  | Gästgivargård (3 byggnader)          | 1750-talet |          | Långemåla | 57.09342, 16.15541 |                | Ladda upp en bild av denna byggnad      |
| Bötterums tingshus (Bötterum 8:1 o 2:9) | Tingshus,Bondgård,Park (7 byggnader) | 1771       |          | Långemåla | 57.09334, 16.15619 |                | Ladda upp en till bild av denna byggnad |

## Kalmar kommun
| Namn                                                                            | Ursprunglig funktion                                      | Byggår                                    | Arkitekt     | Plats       | Läge               | Anläggnings-ID | Bild                                                                      |
| ------------------------------------------------------------------------------- | --------------------------------------------------------- | ----------------------------------------- | ------------ | ----------- | ------------------ | -------------- | ------------------------------------------------------------------------- |
| Appeltofftska huset (Rådmannen 1)                                               | Borgargård (1 byggnad)                                    | 1765 eller tidigare                       |              | Kalmar      | 56.66361, 16.36562 |                | Ladda upp en till bild av denna byggnad                                   |
| Borgmästaren 6 och 7 (Borgmästaren 5; f.d. Borgmästaren 6-7)                    | Borgargård (inga registrerade byggnader)                  | 1890 eller tidigare                       |              | Kalmar      | 56.66308, 16.36686 |                | Ladda upp en bild av denna byggnad                                        |
| Borgmästaren 11 (Borgmästaren 11; f.d. 2)                                       | Borgargård (1 byggnad)                                    | 1765 eller senare                         |              | Kalmar      | 56.66335, 16.36621 |                | Ladda upp en bild av denna byggnad                                        |
| Castenska gården/Trappgavelhuset (Apotekaren 3)                                 | Borgargård (3 byggnader)                                  | 1667                                      |              | Kalmar      | 56.66339, 16.36398 |                | Se fler bilder av denna byggnad · Ladda upp en till bild av denna byggnad |
| Dahmska huset (Borgmästaren 8 och 12)                                           | Borgargård (3 byggnader)                                  | 1666                                      |              | Kalmar      | 56.66307, 16.36635 |                | Se fler bilder av denna byggnad · Ladda upp en till bild av denna byggnad |
| Domprosten 1 (Domprosten 1)                                                     | Borgargård (2 byggnader)                                  | 1765 eller senare                         |              | Kalmar      | 56.66215, 16.36442 |                | Se fler bilder av denna byggnad · Ladda upp en till bild av denna byggnad |
| Domprostgården, Kalmar (Domprosten 6-7)                                         | Borgargård,Boställe,Prästgård (2 byggnader)               | 1667                                      |              | Kalmar      | 56.66257, 16.36583 |                | Se fler bilder av denna byggnad · Ladda upp en till bild av denna byggnad |
| Ebbetorps säteri (Ebbetorp 5:5 och 5:7; f.d. Ebbetorp 5:1)                      | Säteri (3 byggnader)                                      | 1800                                      |              | Smedby      | 56.68129, 16.25971 |                | Ladda upp en till bild av denna byggnad                                   |
| Ekska gården, Kalmar (Borgmästaren 1)                                           | Borgargård (1 byggnad)                                    | 1700-talets mitt                          |              | Kalmar      | 56.66329, 16.36600 |                | Ladda upp en bild av denna byggnad                                        |
| Gamla brandstationen (1760), Stortorget, Kalmar (Rådmannen 5; f.d. Rådmannen 4) | Brandstation (1 byggnad)                                  | 1760                                      |              | Kalmar      | 56.66388, 16.36614 |                | Se fler bilder av denna byggnad · Ladda upp en till bild av denna byggnad |
| Gamla Komministergården, Kalmar (Borgmästaren 10; f.d. Borgmästaren 3)          | Boställe,Prästgård (1 byggnad)                            | 1650-talet                                |              | Kalmar      | 56.66346, 16.36638 |                | Ladda upp en bild av denna byggnad                                        |
| Gamla tyggården (Kakelmakaren 1)                                                | Kasernetablissemang,Residens (1 byggnad)                  | 1660-talet                                |              | Kalmar      | 56.66513, 16.37037 |                | Ladda upp en till bild av denna byggnad                                   |
| Grimskärs skans (Kvarnholmen 2:14; f.d. stg 1093)                               | Befästning,Fyrplats,Lotsstation och lotsplats (1 byggnad) | 1623                                      |              | Kalmar      | 56.65222, 16.37019 |                | Se fler bilder av denna byggnad · Ladda upp en till bild av denna byggnad |
| Handelsbanken/Kvarteret Apotekaren 1, Kalmar (Apotekaren 1)                     | Bostadshus,Bostadshus med lokal (1 byggnad)               | 1913                                      |              | Kalmar      | 56.66328, 16.36333 |                | Se fler bilder av denna byggnad · Ladda upp en till bild av denna byggnad |
| Hantverkshuset, Kalmar (Gästgivaren 5)                                          | Borgargård (3 byggnader)                                  | 1659                                      |              | Kalmar      | 56.66190, 16.36388 |                | Se fler bilder av denna byggnad · Ladda upp en till bild av denna byggnad |
| Henriksgården, Rinkaby (Rinkaby 8:49)                                           | Bondgård (4 byggnader)                                    | 1700-talets slut                          |              | Rinkabyholm | 56.65347, 16.22270 |                | Ladda upp en bild av denna byggnad                                        |
| Hillska gården (Fältskären 6)                                                   | Borgargård (4 byggnader)                                  | 1600-talets andra hälft                   |              | Kalmar      | 56.66193, 16.36382 |                | Ladda upp en bild av denna byggnad                                        |
| Höglundska husen (Krögaren 9 och 17)                                            | Borgargård (2 byggnader)                                  | 1700                                      |              | Kalmar      | 56.66354, 16.36798 |                | Se fler bilder av denna byggnad · Ladda upp en till bild av denna byggnad |
| Kalmar slott (Slottet 1; f.d. stg 353)                                          | Riksfäste (6 byggnader)                                   | 1100-talets slut                          |              | Kalmar      | 56.65804, 16.35505 |                | Se fler bilder av denna byggnad · Ladda upp en till bild av denna byggnad |
| Kalmar teater (Teatern 3)                                                       | Teater (1 byggnad)                                        | 1863                                      | B C Malmberg | Kalmar      | 56.66275, 16.36017 |                | Se fler bilder av denna byggnad · Ladda upp en till bild av denna byggnad |
| Klapphuset (Kvarnholmen 2:20; f.d. stg 2057)                                    | Klapphus (inga registrerade byggnader)                    | 1906                                      |              | Kalmar      | 56.66697, 16.37090 |                | Se fler bilder av denna byggnad · Ladda upp en till bild av denna byggnad |
| Kalmar sjöfartsmuseum (Kakelmakaren 5)                                          | Bostadshus,Flerbostadshus (1 byggnad)                     | 1889                                      |              | Kalmar      | 56.66517, 16.37148 |                | Se fler bilder av denna byggnad · Ladda upp en till bild av denna byggnad |
| Kreugerska huset (Bokbindaren 22)                                               | Borgargård (1 byggnad)                                    | 1697                                      |              | Kalmar      | 56.66534, 16.36707 |                | Se fler bilder av denna byggnad · Ladda upp en till bild av denna byggnad |
| Krusenstiernska gården (Cedern 4-5; f.d. stg 334)                               | Landeri (4 byggnader)                                     | 1700-talets slut                          |              | Kalmar      | 56.66031, 16.34822 |                | Se fler bilder av denna byggnad · Ladda upp en till bild av denna byggnad |
| Kullzénska huset (Åldermannen 1)                                                | Borgargård,Handelsgård (4 byggnader)                      | 1771                                      |              | Kalmar      | 56.66387, 16.36279 |                | Se fler bilder av denna byggnad · Ladda upp en till bild av denna byggnad |
| Landshövdingen 1 (Landshövdingen 1)                                             | Borgargård (2 byggnader)                                  | 1659                                      |              | Kalmar      | 56.66276, 16.36409 |                | Ladda upp en till bild av denna byggnad                                   |
| Ljungby sockenmagasin (Ljungbyholm 37:1)                                        | Sockenmagasin (1 byggnad)                                 | 1803                                      |              | Ljungbyholm | 56.63287, 16.17293 |                | Ladda upp en till bild av denna byggnad                                   |
| Mühlenbruchska huset (Borgmästaren 5)                                           | Borgargård,Handelsgård (inga registrerade byggnader)      | 1720-talet                                |              | Kalmar      | 56.66321, 16.36724 |                | Se fler bilder av denna byggnad · Ladda upp en till bild av denna byggnad |
| Nelsonska huset (Magistern 15)                                                  | Borgargård (1 byggnad)                                    | 1667                                      |              | Kalmar      | 56.66450, 16.36646 |                | Se fler bilder av denna byggnad · Ladda upp en till bild av denna byggnad |
| Posthuset, Kalmar (Guldfisken 2)                                                | Posthus och poststation (1 byggnad)                       | 1947                                      |              | Kalmar      | 56.66534, 16.35713 |                | Ladda upp en till bild av denna byggnad                                   |
| Repslagaren 9 (Repslagaren 9)                                                   | Bostadshus (1 byggnad)                                    | 1800 eller senare                         |              | Kalmar      | 56.66612, 16.37071 |                | Se fler bilder av denna byggnad · Ladda upp en till bild av denna byggnad |
| Residenset och Landsstatshuset, Kalmar (Landshövdingen 16)                      | Residens (1 byggnad)                                      | 1674 (Residenset), 1904 (Landsstatshuset) |              | Kalmar      | 56.66314, 16.36530 |                | Se fler bilder av denna byggnad · Ladda upp en till bild av denna byggnad |
| Riksbanken, Kalmar (Bankmannen 1)                                               | Posthus och poststation,Bostadshus,Bank (1 byggnad)       | 1902                                      |              | Kalmar      | 56.66207, 16.36187 |                | Se fler bilder av denna byggnad · Ladda upp en till bild av denna byggnad |
| Rosenlundska huset (Borgmästaren 4)                                             | Borgargård (1 byggnad)                                    | 1658                                      |              | Kalmar      | 56.66356, 16.36671 |                | Se fler bilder av denna byggnad · Ladda upp en till bild av denna byggnad |
| Ryssbylunds gård (Ryssbylund 1:1)                                               | Skola,Lantbruksskola (2 byggnader)                        | 1810                                      |              | Ryssby      | 56.80812, 16.36213 |                | Ladda upp en till bild av denna byggnad                                   |
| Rådman Joen Sylvesters gård (Hattmakaren 7)                                     | Borgargård (inga registrerade byggnader)                  | 1650-talet                                |              | Kalmar      | 56.66272, 16.36297 |                | Ladda upp en bild av denna byggnad                                        |
| Rådhuset, Kalmar (Rådmannen 5)                                                  | Rådhus (1 byggnad)                                        | 1690                                      |              | Kalmar      | 56.66396, 16.36643 |                | Se fler bilder av denna byggnad · Ladda upp en till bild av denna byggnad |
| Rådmannen (Rådmannen 6; f.d. Rådmannen 5)                                       | Borgargård (1 byggnad)                                    | 1754                                      |              | Kalmar      | 56.66382, 16.36596 |                | Se fler bilder av denna byggnad · Ladda upp en till bild av denna byggnad |
| Rådmannen 2 (Rådmannen 2)                                                       | Borgargård (1 byggnad)                                    | 1700-talet                                |              | Kalmar      | 56.66375, 16.36579 |                | Ladda upp en till bild av denna byggnad                                   |
| Sahlsteenska gården och Per Knutssons gård (Landshövdingen 17)                  | Borgargård (5 byggnader)                                  | 1660                                      |              | Kalmar      | 56.66240, 16.36415 |                | Se fler bilder av denna byggnad · Ladda upp en till bild av denna byggnad |
| Stadshuset, Kalmar (Magistern 15)                                               | Skola,Läroverk,Stadshus (1 byggnad)                       | 1835                                      |              | Kalmar      | 56.66472, 16.36625 |                | Se fler bilder av denna byggnad · Ladda upp en till bild av denna byggnad |
| Stortorget, Kalmar (Kvarnholmen 2:1 och Domkyrkan 1)                            | Torg (inga registrerade byggnader)                        | 1640-talet                                |              | Kalmar      | 56.66420, 16.36569 |                | Se fler bilder av denna byggnad · Ladda upp en till bild av denna byggnad |
| Villa Hertha (Kakelmakaren 4)                                                   | Bostadshus (1 byggnad)                                    | 1925                                      |              | Kalmar      | 56.66555, 16.37104 |                | Se fler bilder av denna byggnad · Ladda upp en till bild av denna byggnad |
| Villa Skansen (Skansen 2)                                                       | Bostadshus (inga registrerade byggnader)                  | 1883                                      |              | Kalmar      | 56.65836, 16.34787 |                | Se fler bilder av denna byggnad · Ladda upp en till bild av denna byggnad |
| Wahlbomska huset (Borgmästaren 9)                                               | Borgargård (2 byggnader)                                  | 1600-talets mitt                          |              | Kalmar      | 56.66319, 16.36627 |                | Se fler bilder av denna byggnad · Ladda upp en till bild av denna byggnad |

## Mönsterås kommun
| Namn                               | Ursprunglig funktion                 | Byggår           | Arkitekt | Plats     | Läge               | Anläggnings-ID | Bild                                    |
| ---------------------------------- | ------------------------------------ | ---------------- | -------- | --------- | ------------------ | -------------- | --------------------------------------- |
| Harbergska gården (Strömsrum 2:7)  | Borgargård,Handelsgård (2 byggnader) | 1840-talet       |          | Pataholm  | 56.91624, 16.42943 |                | Ladda upp en till bild av denna byggnad |
| Hullgrenska gården (Strömsrum 2:6) | Borgargård,Handelsgård (2 byggnader) | 1800-talets mitt |          | Pataholm  | 56.91645, 16.42920 |                | Ladda upp en till bild av denna byggnad |
| Modeerska handelsgården (Korpen 4) | Borgargård,Handelsgård (2 byggnader) | 1778             |          | Mönsterås | 57.04479, 16.44637 |                | Ladda upp en till bild av denna byggnad |
| Nyebogården (Nyebo 5:7)            | Bondgård (4 byggnader)               | 1780-talet       |          | Ålem      | 56.99623, 16.36916 |                | Ladda upp en till bild av denna byggnad |
| Råsnäs herrgård (Råsnäs 1:7)       | Herrgård (4 byggnader)               | 1756             |          | Ålem      | 56.99082, 16.43520 |                | Ladda upp en till bild av denna byggnad |
| Skytteanska skolan (Ålem 5:1)      | Skola (1 byggnad)                    | 1637             |          | Ålem      | 56.95511, 16.40212 |                | Ladda upp en bild av denna byggnad      |

## Mörbylånga kommun
| Namn                                                    | Ursprunglig funktion          | Byggår | Arkitekt     | Plats   | Läge               | Anläggnings-ID | Bild                                    |
| ------------------------------------------------------- | ----------------------------- | ------ | ------------ | ------- | ------------------ | -------------- | --------------------------------------- |
| Ottenby gamla fågelmuseum Ottenby 1:2                   | Utställningslokal (1 byggnad) | 1961   | Jan Gezelius | Ottenby | 56.19828, 16.39952 |                | Ladda upp en till bild av denna byggnad |
| Ottenby kungsgård (Ottenby 1:2 (f.d. Ottenby 1:1, 8:1)) | Kungsgård (27 byggnader)      | 1804   |              | Ottenby | 56.23353, 16.41321 |                | Ladda upp en till bild av denna byggnad |
| Långe Jan (Ottenby 1:2 (f.d. Skogsgärdsängen 1:1))      | Fyrplats (11 byggnader)       | 1785   |              | Ottenby | 56.19635, 16.39872 |                | Ladda upp en till bild av denna byggnad |

## Nybro kommun
| Namn                                   | Ursprunglig funktion | Byggår | Arkitekt | Plats    | Läge               | Anläggnings-ID | Bild                               |
| -------------------------------------- | -------------------- | ------ | -------- | -------- | ------------------ | -------------- | ---------------------------------- |
| Hammarsmedjan, Orrefors (Orrefors 1:1) | Bruk (3 byggnader)   | 1841   |          | Orrefors | 56.84126, 15.74505 |                | Ladda upp en bild av denna byggnad |

## Oskarshamns kommun
| Namn                                                      | Ursprunglig funktion          | Byggår | Arkitekt | Plats      | Läge               | Anläggnings-ID | Bild                                    |
| --------------------------------------------------------- | ----------------------------- | ------ | -------- | ---------- | ------------------ | -------------- | --------------------------------------- |
| Fredriksbergs herrgård (Fredriksberg 1 (f.d. stg 85, 86)) | Herrgård (7 byggnader)        | 1783   |          | Oskarshamn | 57.26953, 16.42698 |                | Ladda upp en bild av denna byggnad      |
| Ishults tingshus (Ishult 1:14)                            | Tingshus (3 byggnader)        | 1820   |          | Ishult     | 57.46818, 16.29714 |                | Ladda upp en till bild av denna byggnad |
| Oskarshamns järnvägsstation (Oskarshamn 2:7)              | Järnvägsstation (2 byggnader) | 1906   |          | Oskarshamn | 57.26259, 16.45770 |                | Ladda upp en till bild av denna byggnad |
| Stenvillan, Vånevik (Vånevik 7:24 (f.d. 7:16))            | Bostadshus (2 byggnader)      | 1877   |          | Vånevik    | 57.18060, 16.45340 |                | Ladda upp en till bild av denna byggnad |

## Torsås kommun
| Namn                                      | Ursprunglig funktion                 | Byggår           | Arkitekt | Plats     | Läge               | Anläggnings-ID | Bild                               |
| ----------------------------------------- | ------------------------------------ | ---------------- | -------- | --------- | ------------------ | -------------- | ---------------------------------- |
| Bruatorps kvarn (Bruatorp 2:1 (f.d. 1:1)) | Kvarn (1 byggnad)                    | 1808             |          | Söderåkra | 56.43947, 16.06710 |                | Ladda upp en bild av denna byggnad |
| Olssonska gården, Torsås (Torsås 2:54)    | Borgargård,Handelsgård (7 byggnader) | 1800-talets slut |          | Torsås    | 56.41196, 15.99899 |                | Ladda upp en bild av denna byggnad |

## Vimmerby kommun
| Namn                                                                         | Ursprunglig funktion                             | Byggår                   | Arkitekt | Plats     | Läge               | Anläggnings-ID | Bild                                    |
| ---------------------------------------------------------------------------- | ------------------------------------------------ | ------------------------ | -------- | --------- | ------------------ | -------------- | --------------------------------------- |
| Kvarteret Tjädern 3, Vimmerby (Tjädern 3)                                    | Borgargård,Handelsgård (2 byggnader)             | 1700-talet               |          | Vimmerby  | 57.66621, 15.85105 |                | Ladda upp en till bild av denna byggnad |
| Kvarteret Näktergalen 3, Vimmerby (Näktergalen 3)                            | Borgargård (1 byggnad)                           | 1700                     |          | Vimmerby  | 57.66603, 15.85619 |                | Ladda upp en bild av denna byggnad      |
| Apelkullens banvaktarstuga (Blägda 1:16)                                     | Boställe,Banvaktarstuga (6 byggnader)            | 1945 eller tidigare      |          | Frödinge  | 57.61467, 16.13547 |                | Ladda upp en till bild av denna byggnad |
| Borgmästaregården, Vimmerby (Orren 2)                                        | Borgargård (2 byggnader)                         | 1700-talet               |          | Vimmerby  | 57.66640, 15.84792 |                | Ladda upp en till bild av denna byggnad |
| Granqvistgården, Vimmerby (Ejdern 1)                                         | Borgargård (3 byggnader)                         | 1600-talets slut         |          | Vimmerby  | 57.66573, 15.85160 |                | Ladda upp en bild av denna byggnad      |
| Källängsparken (Vimmerby 3:3)                                                | Park (inga registrerade byggnader)               | 1950-talet               |          | Vimmerby  | 57.66611, 15.86072 |                | Ladda upp en bild av denna byggnad      |
| Rådmansgården, Vimmerby (Ripan 14)                                           | Borgargård (3 byggnader)                         | 1700-talet               |          | Vimmerby  | 57.66577, 15.85092 |                | Ladda upp en till bild av denna byggnad |
| Smalspårsjärnvägen på sträckan Totebo-Hultsfred (Totebo 1:14 m. fl.)         | Järnvägsanläggning (inga registrerade byggnader) | 1879                     |          | Totebo    | 57.62791, 16.18001 |                | Ladda upp en till bild av denna byggnad |
| Tenngjutargården (Ripan 8)                                                   | Borgargård,Hantverkargård (3 byggnader)          | 1700-talets första hälft |          | Vimmerby  | 57.66592, 15.84944 |                | Ladda upp en till bild av denna byggnad |
| Tuna gård (Tuna 1:1)                                                         | Herrgård (16 byggnader)                          | 1863                     |          | Tuna      | 57.56512, 16.13465 |                | Ladda upp en till bild av denna byggnad |
| Rådhuset, Vimmerby (Domherren 1)                                             | Rådhus (1 byggnad)                               | 1825                     |          | Vimmerby  | 57.66528, 15.85467 |                | Ladda upp en till bild av denna byggnad |
| Ösjöfors handpappersbruk (Kvill 11:2 och 11:3 (f.d. Norrhult 1:26 och 1:27)) | Bruk (7 byggnader)                               | 1777 eller senare        |          | Rumskulla | 57.75579, 15.56671 |                | Ladda upp en till bild av denna byggnad |

## Västerviks kommun
| Namn                                                                     | Ursprunglig funktion                             | Byggår                   | Arkitekt          | Plats             | Läge               | Anläggnings-ID | Bild                                                                      |
| ------------------------------------------------------------------------ | ------------------------------------------------ | ------------------------ | ----------------- | ----------------- | ------------------ | -------------- | ------------------------------------------------------------------------- |
| Aspagården (Västervik 4:15 (f.d. område litt b.e.))                      | Borgargård (2 byggnader)                         | 1700-talet               |                   | Västervik         | 57.75977, 16.63348 |                | Se fler bilder av denna byggnad · Ladda upp en till bild av denna byggnad |
| Båtsmansstugorna (Båtsmannen 7-11, 14-19)                                | Torp,Båtsmanstorp (13 byggnader)                 | 1740-talet               |                   | Västervik         | 57.75710, 16.64213 |                | Se fler bilder av denna byggnad · Ladda upp en till bild av denna byggnad |
| Cederflychtska fattighuset (Hjälparen 2 (f.d. 1))                        | Fattighus (1 byggnad)                            | 1751                     |                   | Västervik         | 57.75905, 16.63409 |                | Se fler bilder av denna byggnad · Ladda upp en till bild av denna byggnad |
| Enanderska huset (Basaren 5)                                             | Varuhus (1 byggnad)                              | 1907                     | Fredrik Anderberg | Västervik         | 57.75836, 16.63807 |                | Se fler bilder av denna byggnad · Ladda upp en till bild av denna byggnad |
| Fårhults järnvägsstation (Fårhult 2:27)                                  | Järnvägsstation (4 byggnader)                    | 1879                     |                   | Törnsfall         | 57.73751, 16.42067 |                | Se fler bilder av denna byggnad · Ladda upp en till bild av denna byggnad |
| Goldkuhlska huset (Briggen 10)                                           | Borgargård (2 byggnader)                         | 1700-talet               |                   | Västervik         | 57.76009, 16.63590 |                | Ladda upp en bild av denna byggnad                                        |
| Gården vid Sankta Gertruds kyrka (Västervik 4:16 (f.d. stg 1261))        | Borgargård (1 byggnad)                           | 1700-talet               |                   | Västervik         | 57.75988, 16.63359 |                | Ladda upp en bild av denna byggnad                                        |
| Helgerums slott (Helgerum 1:16)                                          | Herrgård (4 byggnader)                           | 1750-talet               |                   | Västrum           | 57.62755, 16.59436 |                | Ladda upp en till bild av denna byggnad                                   |
| Jernska gården (Sjökaptenen 13)                                          | Borgargård,Handelsgård (2 byggnader)             | 1700-talets mitt         |                   | Västervik         | 57.75762, 16.64285 |                | Se fler bilder av denna byggnad · Ladda upp en till bild av denna byggnad |
| Kollbergska gården (Torsken 5)                                           | Borgargård,Handelsgård (3 byggnader)             | 1800-talets början       |                   | Västervik         | 57.76077, 16.63610 |                | Ladda upp en bild av denna byggnad                                        |
| Kvarteret Hushållet 3, Västervik (Hushållet 3)                           | Bank (2 byggnader)                               | 1866                     |                   | Västervik         | 57.75726, 16.63714 |                | Ladda upp en bild av denna byggnad                                        |
| Kvarteret Gäddan 1, Västervik (Gäddan 1 (f.d. Gäddan 2))                 | Borgargård,Handelsgård (2 byggnader)             | 1700-talets första hälft |                   | Västervik         | 57.76029, 16.63629 |                | Se fler bilder av denna byggnad · Ladda upp en till bild av denna byggnad |
| Kvarteret Skonaren 1, Västervik (Skonaren 1)                             | Borgargård,Handelsgård (1 byggnad)               | 1700-talets första hälft |                   | Västervik         | 57.76059, 16.63567 |                | Se fler bilder av denna byggnad · Ladda upp en till bild av denna byggnad |
| Kvarteret Skonaren 3, Västervik (Skonaren 3)                             | Borgargård (2 byggnader)                         | 1700-talets slut         |                   | Västervik         | 57.76073, 16.63537 |                | Ladda upp en bild av denna byggnad                                        |
| Kvarteret Smugglaren 1, Västervik (Smugglaren 1)                         | Borgargård (4 byggnader)                         | 1860                     |                   | Västervik         | 57.75928, 16.64095 |                | Se fler bilder av denna byggnad · Ladda upp en till bild av denna byggnad |
| Kvarteret Torsken 1, Västervik (Torsken 1)                               | Borgargård,Handelsgård (1 byggnad)               | 1700-talet?              |                   | Västervik         | 57.76076, 16.63628 |                | Se fler bilder av denna byggnad · Ladda upp en till bild av denna byggnad |
| Kvarteret Torsken 2 och 3, Västervik (Torsken 2 och 3)                   | Borgargård,Handelsgård (2 byggnader)             | 1700-talets slut         |                   | Västervik         | 57.76068, 16.63613 |                | Se fler bilder av denna byggnad · Ladda upp en till bild av denna byggnad |
| Lunds by (Lunden 1:2, 1:6-7, 1:13, 1:37, 1:40-41 o 3:1)                  | Bysamfällighet (21 byggnader)                    | 1700-talet               |                   | Lunds by          | 57.71067, 16.44544 |                | Se fler bilder av denna byggnad · Ladda upp en till bild av denna byggnad |
| Lunds by (Lunden 1:6)                                                    | Ladugård (1 byggnad)                             | 1920-talet               |                   | Lunds by          | 57.71043, 16.44700 |                | Se fler bilder av denna byggnad · Ladda upp en till bild av denna byggnad |
| Maechelska huset (Gäddan 1)                                              | Borgargård, Handelsgård (1 byggnad)              | 1700-talets slut         |                   | Västervik         | 57.76010, 16.63649 |                | Se fler bilder av denna byggnad · Ladda upp en till bild av denna byggnad |
| Norénska gården (Torsken 6)                                              | Borgargård,Handelsgård (3 byggnader)             | 1796                     |                   | Västervik         | 57.76089, 16.63588 |                | Se fler bilder av denna byggnad · Ladda upp en till bild av denna byggnad |
| Prästgården, Västervik (Prosten 11)                                      | Boställe,Prästgård (3 byggnader)                 | 1756                     |                   | Västervik         | 57.75906, 16.63347 |                | Ladda upp en bild av denna byggnad                                        |
| Ravenäs (Ravenäs 1:1)                                                    | Bondgård (2 byggnader)                           | 1700-talets mitt         |                   | Ukna              | 58.07480, 16.51452 |                | Ladda upp en bild av denna byggnad                                        |
| Smalspårsjärnvägen på sträckan Verkebäck-Totebo (Ankarsrum 2:1 m fl)     | Järnvägsanläggning (10 byggnader)                | 1879                     |                   | Verkebäck, Totebo | 57.70023, 16.40555 |                | Se fler bilder av denna byggnad · Ladda upp en till bild av denna byggnad |
| Smalspårsjärnvägen på sträckan Jenny-Verkebäck (Västervik Böljerum 3:12) | Järnvägsanläggning (inga registrerade byggnader) | 1879                     |                   | Jenny             | 57.72849, 16.51717 |                | Se fler bilder av denna byggnad · Ladda upp en till bild av denna byggnad |
| Spårö båk (Västervik 4:28)                                               | Båk (1 byggnad)                                  | 1777                     |                   | Spårö             | 57.71429, 16.72496 |                | Se fler bilder av denna byggnad · Ladda upp en till bild av denna byggnad |
| Västerviks rådhus (Rådhuset 1)                                           | Rådhus (1 byggnad)                               | 1795                     |                   | Västervik         | 57.75841, 16.63676 |                | Se fler bilder av denna byggnad · Ladda upp en till bild av denna byggnad |
| Västerviks stationshus (Västervik 2:9)                                   | Järnvägsstation (3 byggnader)                    | 1879                     |                   | Västervik         | 57.75569, 16.64363 |                | Se fler bilder av denna byggnad · Ladda upp en till bild av denna byggnad |
| Åkerholms herrgård (Åkerholm 1:1)                                        | Herrgård (3 byggnader)                           | 1750-talet               |                   | Lofta             | 57.91951, 16.51779 |                | Ladda upp en bild av denna byggnad                                        |
| Överums herrgård (Överum 1:266)                                          | Herrgård (3 byggnader)                           | 1770                     |                   | Överum            | 57.98699, 16.32147 |                | Se fler bilder av denna byggnad · Ladda upp en till bild av denna byggnad |